# Campeonato de la AFLP 1964
La temporada del Campeonato de la AFLP de 1964 se realizó con la participación de 8 equipos, habiendo ese año un descenso y una promoción.
El campeón del Certamen fue The Strongest.

## Campeonato de la AFLP
El Campeonato de la AFLP es un torneo profesional de La Paz en Bolivia que organiza la Asociación de Fútbol de La Paz. El Campeón de 1964 fue el Club The Strongest siendo este el 20º título de su historia.
El torneo se jugó desde junio hasta el 29 de diciembre de 1963 en formato de todos contra todos.
Participaron los equipos del Club Always Ready, Bolívar, Chaco Petrolero, Universitario de La Paz, Municipal, Club The Strongest, Unión Maestranza de Viacha y Club Deportivo 31 de Octubre.

### Tabla de Posiciones[2]
| Pos | Equipo            | Pts | PJ | G | E | P | GF | GC | Dif |
| --- | ----------------- | --- | -- | - | - | - | -- | -- | --- |
| 1º  | The Strongest (C) | 22  | 14 | 9 | 4 | 1 | 34 | 14 | +20 |
| 2º  | Municipal         | 18  | 14 | 7 | 4 | 3 | 28 | 18 | 10  |
| 3º  | 31 de Octubre     | 18  | 14 | 8 | 2 | 4 | 32 | 22 | 10  |
| 4º  | Unión Maestranza  | 13  | 14 | 6 | 1 | 7 | 26 | 36 | -10 |
| 5º  | Chaco Petrolero   | 12  | 14 | 5 | 2 | 7 | 29 | 29 | 0   |
| 6º  | Always Ready      | 11  | 14 | 5 | 1 | 8 | 24 | 27 | -3  |
| 7º  | Universitario     | 11  | 14 | 5 | 1 | 8 | 26 | 42 | -16 |
| 8º  | Bolívar           | 7   | 14 | 2 | 3 | 9 | 24 | 35 | -11 |

| Campeón Paceño 1964 The Strongest 17º Título de la Liga Paceña |

|  |                                  |
|  | Campeón. Club The Strongest      |
|  | Descenso. Club Bolívar           |
|  | Ascendido Ferroviario de La Paz. |